# El secreto del sacerdote
El secreto del sacerdote es una película de comedia, drama y acción mexicana de 1940, dirigida por Joselito Rodríguez y protagonizada por Arturo de Córdova, Alicia de Phillips y Pedro Armendáriz. 
Se trata de la vida en un pueblo sometido a la opresión de un Presidente Municipal corrupto y que se vale de su poder para cometer una serie de delitos con impunidad. Pero en este pueblo hay tres personas que están en contra de esas injusticias y que tratan de ayudar a la gente que sufre: Un sacerdote, su hermana y un militar.

## Reparto
- Arturo de Córdova
- Alicia de Phillips
- Pedro Armendáriz
- René Cardona
- Miguel Montemayor
- Víctor Urruchúa
- Manuel Noriega
- Evita Muñoz 'Chachita' - Martita
- Armando Soto La Marina "El Chicote"
- Amelia Wilhelmy
- Joaquín Coss
- José Torvay
- Lupe Inclán
- Manuel Buendía
- Humberto Rodríguez

- Datos: Q5936762